# Graham Higman
Graham Higman (né le 19 janvier 1917 à Louth et mort à Oxford le 8 avril 2008) est un mathématicien britannique connu pour ses contributions à la théorie des groupes. Il est connu notamment pour le lemme de Higman qui donne une propriété sur la notion de sous-mot, analogue au théorème de Kruskal.
Il a fondé le Journal of Algebra dont il a été le rédacteur de 1964 à 1984.

## Distinctions
- 1962 : Prix Senior Berwick
- 1977 : Médaille De Morgan
- 1979 : Médaille Sylvester